# Knut Schützercrantz
Knut August Schützercrantz, född 11 januari 1810 i Stockholm, död där 18 februari 1860, var en svensk militär.
Knut Schützercrantz var son till Johan Herman Schützercrantz och Lovisa Margareta Lilliestråle. Han blev sergeant vid arméns flotta 1819, kadett vid Krigsakademien på Karlberg 1823, erhöll avsked från flottan 1824, blev kadettkorpral vid Karlberg 1827 och utexaminerades därifrån 1829. Schützercrantz blev underlöjtnant vid Göta artilleriregemente 1829, löjtnant där 1835, kapten 1849, major 1855 och var 1858–1860 överste och chef för Göta artilleriregemente. Han var 1858–1860 även tillförordnad kommendant i Göteborg. Schützercrantz var ledamot av Krigsvetenskapsakademien. Han blev 1858 riddare av Svärdsorden.